# PZL P.24
A PZL P.24 az 1930-as évek közepén a lengyel PZL vállalat által kifejlesztett vadászrepülőgép. Kizárólag exportra gyártották, a Lengyel Légierő nem rendszeresítette.

## Története
A repülőgép a Zygmunt Puławski által elkezdett, felső, sirályszárnyas P-sorozat tagja, a PZL P.11 exportra szánt, továbbfejlesztett változata. A P.11-be épített Bristol Jupiter motort a licenc-szerződés miatt Lengyelország nem exportálhatta, ezért helyette a francia Gnome-Rhône ajánlatát elfogadva a 760 LE-s Gnome-Rhône 14Kds csillagmotort tervezték az új repülőgépbe építeni. Főkonstruktőre Wsiewołod Jakimiuk, aki Puławski 1931-es halála miatt a P.11 tervezését is befejezte. Az első prototípus, a P.24/I 1933 májusában repült először. A második, P.24/II, vagy más jelzéssel Super P.24 prototípussal Bolesław Orliński százados a kategóriájában sebességi világrekordot állított fel (414 km/h-s sebességet elérve). Az első két prototípusba nem építettek be fegyverzetet. A harmadik, nagyobb teljesítményű, 661 kW-os (900 LE) 14Kfs motorral felszerelt, P.24/III, vagy más jelzéssel Super P.24bis prototípust 1934-ben bemutatták Le Bourget-ban, a 14. párizsi légikiállításon.
A sorozatgyártású P.11-en időközben kisebb módosításokat végeztek, ennek eredménye a P.11c változat lett. Áttervezték a törzset, és a pilóta jobb kilátása érdekében lejjebb helyezték a motort. Ezeket a változtatásokat a P.24 következő, negyedik prototípusán is alkalmazták, amellyel először 1936-ban emelkedtek a levegőbe. Ennél a gépnél a P.11c törzsének hátsó részét használták, az orr részbe pedig a harmadik prototípuson is alkalmazott Gnome-Rhône 14Kfs motort építették be.
A negyedik prototípus lett P.24A típusjellel az első sorozatgyártású változat. Fegyverzetét a törzs oldalába beépített két db 20 mm gépágyú és két db 7,92 mm-es géppuska alkotta. Konstrukcióját tekintve az A változattal lényegében megegyezett a P.24B és a P.24C változat is, de előbbi fegyverzete négy géppuska volt, utóbbinál a négy géppuska mellett két db 50 kg légibomba felfüggesztésére is lehetőség volt.
A P.24D változatot Magyarország számára alakították ki, ennek fegyverzetét két géppuska alkotta volna. A gép megvásárlására azonban nem került sor, helyette a Magyar Királyi Honvéd Légierőben az olasz Fiat CR.32 vadászrepülőgépet rendszeresítették. Következő változata a P.24E volt, amelyet a Román Légierő igényeinek megfelelően alakítottak ki. Ennek a típusváltozatnak a gyártása Romániában, a brassói IAR vállalatnál folyt IAR P.24E típusjelzéssel.
Utolsó két sorozatgyártású változata a P.24F és a P.24G volt. Ezeket a változatokat egy még erősebb, 700 kW-os (970 Le) Gnome–Rhône 14N07 motorral szerelték fel. Az F változat fegyverzetét négy géppuska, a G változatét két gépágyú és két géppuska alkotta, mindkét változatra légibombákat is lehetett függeszteni.
A típus legnagyobb teljesítményű, legfejlettebb változata lett volta a P.24H, amelyet a lengyel légierőnek szántak. Ebbe 820 kW-os (1100 Le) Gnome–Rhône 14N21 csillagmotort terveztek beépíteni, fegyverzetét pedig két gépágyú és négy géppuska alkotta volna. Fejlesztése azonban elhúzódott, emellett a lengyel légierő is inkább a jövőbeni, korszerűbbnek ígérkező PZL.50 Jastrząb rendszeresítését tartotta volna célszerűnek, így Lengyelország német megszállásáig a H változat már nem készült el.

## Alkalmazása

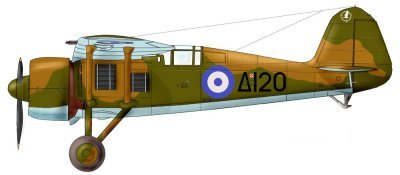
A P.24 a Görög Királyi Légierő színeiben

Annak ellenére, hogy nagyobb teljesítményű és jobb vadászrepülőgép volt, mint a PZL P.11, nem rendszeresítette a Lengyel Légierő, amely inkább a korszerűbb, alsószárnyas PZL.50 Jastrząb vadászrepülőgépre várt. Mikorra világossá vált, hogy a készülődő német invázióig a PZL.50 nem készül el, a lengyel légierő a P.11 és P.24 típusok gyártását szorgalmazta. Lengyelország megszállásáig azonban egyetlen P.24 sem került a légierőhöz.
A PZL P.24-t legnagyobb mennyiségben Törökország és Románia alkalmazta. Románia, mely emellett a P.11F-t is gyártotta licenc alapján, légiereje számára hat db P.24E változatot vásárolt, majd az IAR licenc alapján további 44 db-t gyártott 1937–1939 között. A legyártott részegységek közül többet (pl. a törzs hátsó részét) a román tervezésű IAR 80 vadászrepülőgépeknél használtak fel.
Törökország 14 db P.24A-t és 26 db P.24C-t rendelt, ezeket 1937-ig adták át a Török Légierőnek. További 20 db-t gyártottak licenc alapján az A és C változatokból Törökországban, a TKF Kayseri üzemben, majd később még 30 db-t, ezek egy részét azonban már G változatúként fejezték be. A török gépeket az 1940-es évek végéig használták gyakorló repülőgépként. Egyes példányaiban később a motort Pratt & Whitney Wasp típusúra cserélték le. A P.24 egyetlen fennmaradt példánya egy török használatú G-változatú gép, amely ma Törökországban, az Isztambul melletti Yesilköyben található repülőmúzeumban van kiállítva.
Bulgária 1937–1938 között 14 db PZL P.24B változatot vásárolt. Később további 26 db-t rendelt, amelyek közül 1939 júliusáig 22 db-t adtak át a Bolgár Légierőnek. A maradék négy elkészült ugyan, de a légcsavar nélküli gépek a Varsó Okęcie városrészében lévő gyárban német bombatámadás során 1939 szeptemberében elpusztultak.
Görögország 1937-ben vásárolt öt db P.24A gépet, majd 1938-ban további 25 db-t a P.24F, és 6 db-t a P.24G változatból. A Görögország elleni 1940-es olasz támadás idején a P.24 képezte a görög vadászrepülő-erők gerincét, a típust a görög–olasz háború folyamán végig alkalmazták.
Etiópia megvásárolta a gép harmadik prototípusát, a Super P.24bis gépet, amelyet 1936-ban a második abesszin–olasz háborúban alkalmaztak.

## Típusváltozatok
- P.24A – Törökország és Görögország által használt változat, 2 db 20 mm-es Oerlikon FF gépágyúval és 2 db 7,92 mm-es Colt-Browning MG40 géppuskával felszerelve, bombafegyverzete 4 db 12,5 kg-os légibomba.
- P.24B – Bulgária számára gyártott változat 4 db 7,92 mm-es Browning géppuskával, felszerelhető 4 db 12,5 kg-os légibombával.
- P.24C – Törökország által használt, részben ott is gyártott változat, csöves tűzfegyverzete megegyezik a B változatéval, de két 50 kg-os légibombával szerelhető fel.
- P.24E – Románia számára kialakított változat, gyártása Romániában is folyt, fegyverzete megegyezik az A változatéval.
- P.24F – Görögország részére gyártott változatok, fegyverzete 4 db 7,92 mm-es Colt-Browning MG40 géppuska, 4 db 12,5 kg-os, vagy 2 db 50 kg-os légibomba.
- P.24G – Görögország számára gyártott változat, fegyverzete 2 db 20 mm-es Oerlinkon FF gépágyú és 2 db 7,92 mm-es Browning MG40 géppuska, valamint 4 db 12,5 kg-os, vagy 2 db 50 kg-os légibomba. A Törökországban gyártott gépek egy részét is G-változatúként fejezték be.

## Szerkezeti kialakítása és műszaki jellemzői
Teljesen fémépítésű repülőgép. Szárnyelrendezése a Puławski-konstrukciókra jellemző felső elhelyezésű, tört sirályszárnyas kialakítás. Törzsének hátsó része félhéjszerkezetű, középső része acélból készült rácsszerkezet. Pilótafülkéje zárt. Futóműve hagyományos, hárompontos. A merev főfutók a későbbi sorozatoknál áramvonalas burkolatot kaptak. Fegyverzetét a harmadik prototípusnál a törzs két oldalán (gépágyúk) és a szárnyakba (géppuskák) építették be. A sorozatgyártású változatokon a géppuskákat a szárnyakba, a gépágyúkat a szárnyak alá építették be.

## Műszaki adatai
|                                  | P.24/I,II         | P.24/III          | P.24A             | P.24B,C           | P.24E                | P.24F,G            |
| -------------------------------- | ----------------- | ----------------- | ----------------- | ----------------- | -------------------- | ------------------ |
| Üres tömeg (kg)                  | 1230              | 1262              | 1327              | 1327              | 1340                 | 1329               |
| Maximális felszálló tömeg (kg)   | 1680              | 1724              | 1902              | 1870              | 1900                 | 2000               |
| Üzemanyag (l)                    | 336               | 336               | 336               | 336               | 336                  | 360                |
| Fesztáv (m)                      | 10,57             | 10,57             | 10,71             | 10,71             | 10,71                | 10,68              |
| Hossz (m)                        | 7,50              | 7,50              | 7,50              | 7,50              | 7,50                 | 7,81               |
| Magasság (m)                     | 2,68              | 2,70              | 2,69              | 2,69              | 2,69                 | 2,69               |
| Szárnyfelület (m²)               | 17,90             | 17,90             | 17,90             | 17,90             | 17,90                | 17,90              |
| Motor                            | Gnome-Rhône 14Kds | Gnome-Rhône 14Kfs | Gnome-Rhône 14Kfs | Gnome-Rhône 14Kfs | Gnome-Rhône 14KIIc32 | Gnome-Rhône 14N-07 |
| Legnagyobb teljesítmény (kW, Le) | 559, 760          | 661, 900          | 661, 900          | 661, 900          | 661, 900             | 700, 970           |
| Legnagyobb sebesség (km/h)       | 388               | 416               | 410               | 410               | 408                  | 430                |
| Szolgálati csúcsmagasság (m)     | 9800              | 10500             | 9000              | 9000              | 10000                | 10500              |
| Emelkedőképesség (m/s)           | 10                | 11,5              | 11                | 11                | 11                   | 11,1               |
| Hatótávolság (km)                | 600               | 600               | 700               | 700               | 700                  | 700                |

## Külső hivatkozások
- Török P.24G múzeumi példánya (fénykép)